# Klumplik
A Klumplik (eredeti cím: Klumpies) belga–angol televíziós 3D-s számítógépes animációs sorozat, amelyet Alain Richard rendezett. Belgiumban a Ketnet+, Kaatje és a zappelin vetítette, Magyarországon a Minimax sugározta.

## Ismertető
A főhősök, a klumplik, a megnevezésük a krumpli kifejezésre emlékeztető. Ezek az emberek ám nagyon kicsi emberkék. A kicsi kifejezés mondása, az összességük esetében bizony nagyon kicsit jelent. Mindannyiuk magassága körülbelül nyolc centiméter körül van. Több évezred eltelte óta a nagy világtól elrejtve egy jó magas falombjai között élnek. Ez egy olyan hatalmas és óriási fa, amely az erdőben az összes többi fa fölé magaslott. Ez az emberek számára csupán csak egy jó nagyra nőtt közönséges almafa. Ez a fa jó sűrű lédús piros almákkal van tele. A parányi, apró kis emberkék számára viszont a világon mindenüket ez jelenti.

## Szereplők
- Ella Klump (Mezei Kitty) – A szüleinek királyi címük van. Azt gondolja, hogy szívességet tesz a barátainak azáltal, hogy egyszerűen barátkozik velük. A Klumpik legtöbben a fa aljában élnek, de Ella külön tőlük a fa tetején él. A kedves és megromlott Klump király, valamint Klumpetta királynő lánya. Nem volna meg a legjobb barátai nélkül. A királyi fatetőben van három barátja Sunny, Bertie és Chip, akik nélkül unalmas volna az élete.
- Sunny Blink (Molnár Ilona) – Bertie társa, aki szerény, értelmes, önelemző és nagyon ügyes. Jó ötleteket hoz, de a Klumpli erdőben ezt nem támogatja senki sem. Útja során sok problémával néz szembe, de jók az ismertei.
- Bertie Blink – A klumplik vezetője. Nélküle nem történik semmi érdekes sem a klumpli erdőben, ahogy Chip is mondja, Bertie mindig tudja pontosan, hogy mit kell tenni. A legeszesebb tag a 4 éves bandában. Szerény gyermek, de a nővérétől, Sunnytól eltérően gondolkodik. Kicsit félénk, ha Ella parancsol, vagy Sunny parancsolgat, és az egyszerűen zavarja.
- Mulk – Mulk egyszer a Klumpik tanácsadója volt, és megbízható tanácsadó volt. A kapzsisága miatt elbukott. Gyermekkorában nagyon szerette a süteményeket, az édességeket, és a cukros desszerteket. Örökké a nagyszerű konyha körül járkált, és abban reménykedett, hogy elcsenjen egy kevés csemegét, abból amit a királyi szakács készített. Egyszer tönkretette a legnagyobb Klumpli napot is, és ezért száműzte Klump király és Klumpetta királynő, a klumpli erdőből. Arra kényszerítették, hogy a folyóparton egy barlangba költözzön el.
- The Dumpies
- King Klump – A király, aki bármit bárkiért megtesz. A felesége Klumpetta királynő, aki sokkal jobban ingerült, és szeret minden Klumpit. Különösen Ella barátait szereti. Gyakran érdeklik Sunny nagy tervei, és színre vitt eseményei. Szereti a drámát, a látványosságot és szeret a hegedűjén játszani. Kedves, de feledékeny, mert mindig elveszítette az olyan dolgait, amiket különösen fontosnak tartott.
- Queen Klumpetta – A királynő, szereti a banketteket, és szeret labdázni.
- Captain Bang – A kapitány, aki a hatóságot és a rendet képviseli. Gyakran egy zsámolykocsit használ. Kedveli a pajkos gyerekeket, és nem csinál oktondiságot.
- Seaforth – A fa a tetőjén él. mitológiával és varázslattal foglalkozik. Képességével megjövendöli a jövőt.

## Epizódok
1. A nagy pilma ünnep (Big Pipple Sunday)
2. A természet ösvényei (Nature Trail)
3. Klumplik a ködben (Klumpies in the Mist)
4. A klumpli pizsamaparti (Klumpy Sleepover)
5. Bertie születésnapja (Bertie's Birthday)
6. A fenséges hegedűs (The Fiddler King)
7. A mosolygó pilma zsömle (Smiley Pipple Bread)
8. A különleges klumpli tekergő (Super Klumpy Bumby)
9. A klumpli járvány (Klumpydemic)
10. Ássuk ki a pilmát (Digging for Pipples)
11. Varázslat (Magic)
12. A hercegnő és a pilma (The Princess of the Pipple)
13. Honey és Bunny (Honey and Bunny)
14. A kincs (Treasure)
15. Bulizzunk (Party On)
16. ? (Raggy Muffin Blues)
17. Sir Klumpalot (Sir Klumpalot)
18. Dimble király és Dumble királynő (King Dimble & Queen Dumble)
19. Olyan jó a tó (Cool By the Pool)
20. Ragyogóékszerek (Jewel in the Sun)
21. Hullócsillag (Shooting Star)
22. Az összhang hiánya (Musical Differences)
23. Pilmalimpia (Pippleympics)
24. Dinsmore napja (Dinsmore's Day)
25. A meglepetés (The Surprise)
26. Chip a felelős (Chip in Charge)